# Frederick River
Frederick River är ett vattendrag i Australien. Det ligger i delstaten Western Australia, omkring 870 kilometer norr om delstatshuvudstaden Perth.
Omgivningarna runt Frederick River är i huvudsak ett öppet busklandskap. Trakten runt Frederick River är nära nog obefolkad, med mindre än två invånare per kvadratkilometer. Genomsnittlig årsnederbörd är 329 millimeter. Den regnigaste månaden är januari, med i genomsnitt 105 mm nederbörd, och den torraste är augusti, med 1 mm nederbörd.